# Дударенко Микола Іванович
Микола Іванович Дударенко (нар. 11 березня 1951, Золотіїв, нині частина міста Рівне - пом. 11 грудня 2023, Львів) — радянський та український футболіст, який грав на позиції нападника. Відомий за виступами у низці українських клубів другої ліги, та кишинівський «Ністру». Рідний брат Володимира Дударенка.
Як тренер найбільш відомий роботою у ДЮФШ ФК Львів, де працював із перших днів заснування школи. Серед відомих вихованців — Роман Яремчук, Богдан Шуст, Григорій і Борис Баранці та Володимир Кардаш.

## Клубна кар'єра
Микола Дударенко народився у передмісті Рівного Золотієві, яке нині є частиною Рівного. Розпочав грати у футбол разом із своїм братом Володимиром у місцевій команді класу «Б» «Горинь». Талановитого молодого футболіста запрошували до складу львівських «Карпат», проте під час тренування в новій команді він пошкодив ногу, що не дало йому можливості показати себе з кращої сторони в «Карпатах». Під час відновлення після травми Микола Дударенко поїхав до Москви в гості до брата, який виступав за місцевий ЦСКА. Після приїзду він випадково потрапив на тренування дублюючого складу команди, після якого головний тренер команди Всеволод Бобров запропонував молодшому Дударенку залишитись у складі ЦСКА. Проте в московській команді молодий нападник не зумів скласти конкуренції досвідченим гравцям команди. й виступав лише за дублюючий склад ЦСКА. Після закінчення служби в армії Микола Дударенко протягом 2 років грав за кишинівський клуб першої ліги «Ністру». Протягом першого року перебування в молдовській команді Дударенко був гравцем основного складу, проте у другий рік виступів, коли «Ністру» зайняло друге місце в турнірній таблиці та виграло місце у вищій лізі, він втратив місце в основі команди. У 1974 році Микола Дударенко вдруге грав за рівненську команду другої ліги, яка на той час мала назву «Авангард». У 1975 році футболіст стає гравцем клубу СК «Луцьк», який представляв армійський спортклуб, і грав там разом із братом, здобувши бронзові медалі української зони другої ліги. В армійській луцькій команді футболіст грав ще рік, а з 1977 року, після відновлення армійської команди в Львові Микола Дударенко розпочав виступати за львський СКА. У 1979 році він вдруге стає бронзовим призером української зони другої ліги. Сезон 1980 року футболіст розпочав у СКА, проте закінчив його вже у складі профспілкової команди з Луцька «Торпедо», зігравши за сезон 35 матчів. Наступного сезону Микола Дударенко зіграв 18 матчів за луцький клуб, та закінчив виступи у командах майстрів. Далі Дударенко кілька років грав за аматорську команду «Сільмаш» з Ковеля.

## Тренерська кар'єра
Після завершення кар'єри футболіста Микола Дударенко розпочав кар'єру тренера. На початку тренерської кар'єри він разом із братом Володимиром Дударенком зуміли вивести жіночу футбольну команду «Львів'янка» до вищої ліги СРСР. Микола Дударенко також тренував футзальні клуби Львова, і сам виходив на поле у складі футзального клубу «Локомотив» у другій українській лізі. Проте найбільш відомий Микола Дударенко як дитячий футбольний тренер. Він працював у футбольних школах львівських СКА, «Карпат», пізніше працював у школі ФК «Львів». Серед найвідоміших вихованців Миколи Дударенка є Роман Яремчук, та брати Борис та Григорій Баранці.

## Особисте життя
Рідний брат Миколи Дударенка — Володимир Дударенко, також був футболістом, грав у тому числі разом із братом за СК «Луцьк» і львівський СКА, провів два товариські матчі у складі збірної СРСР з футболу, тренував львівський СКА. Його син Сергій також був футболістом, виступав у клубі СКА-Орбіта (Львів). Його внук Олександр Дударенко також є футболістом, грав за дубль «Карпат», МФК «Миколаїв» та «Скалу» (Стрий).

## Досягнення
- Бронзовий призер Чемпіонату УРСР з футболу 1975, що проводився у рамках турніру в шостій зоні другої ліги СРСР.
- Бронзовий призер Чемпіонату УРСР з футболу 1979, що проводився у рамках турніру в шостій зоні другої ліги СРСР.